# American Oriental Series

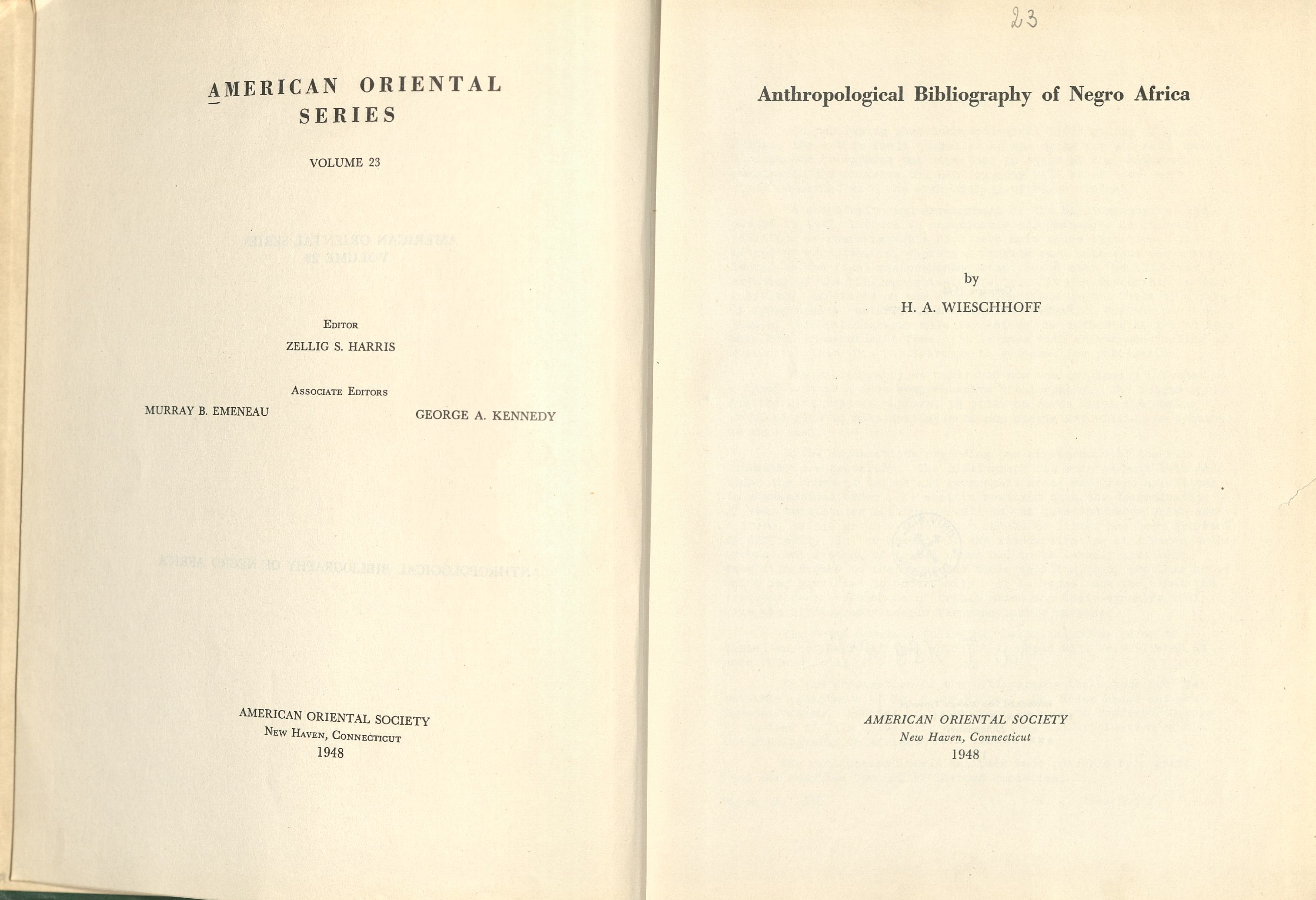
Band 23 (1948)

Die American Oriental Series oder American Oriental Society Series (AOS Series) ist eine wissenschaftliche, von der American Oriental Society herausgegebene englischsprachige Buchreihe, die in New Haven, Conn., bei der American Oriental Soc. erscheint. Die Monographs-Reihe erscheint seit 1924, die Essays-Reihe seit 1961 und die Translations-Reihe seit 1986.

## Übersicht

### American Oriental Series Essays
| Band | Verfasser u. a.                                                   | Buchtitel | Jahr |
| ---- | ----------------------------------------------------------------- | --- | ---- |
| 1    | Betty Shefts                                                      | Grammatical Method in Panini. His Treatment of Sanskrit Present Stems                                                                               | 1961 |
| 2    | William A. Smalley                                                | Outline of Khmu’ Structure | 1961 |
| 3    | Miroslav Krek                                                     | A Catalogue of Arabic Manuscripts in the Oriental Institute of Chicago (seit 2023 umbenannt in Institute for the Study of Ancient Cultures (ISAC))  | 1961 |
| 4    | Isidore Dyen                                                      | A Sketch of Trukese Grammar | 1964 |
| 5    | William Popper (Übers.)                                           | History of Egypt. An Extract from Abu l-Mahasin Ibn Taghri Birdi’s Chronicle, Entitled Hawadith ad-Duhur fi Mada l-Ayyam wash-Shuhur (845–843 A.H.) | 1963 |
| 6    | Caesar E. Farah                                                   | The Dhayl in Medieval Arabic Historiography | 1967 |
| 7    | R. Gordon Wassow                                                  | R. Gordon Wassow on Soma. And Daniel H. H. Ingall’s Response                                                                                        | 1971 |
| 8    | William J. Fulco, S.J.                                            | The Canaanite God Resep | 1976 |
| 9    | Chaim Cohen und Daniel Sivan                                      | The Ugaritic Hippiatric Texts. A Critical Edition                                                                                                   | 1983 |
| 10   | Hanns-Peter Schmidt, with contributions by W. Lentz and S. Insler | Form and Meaning of Yasna 33 | 1985 |
| 11   | Jared S. Klein                                                    | On Verbal Accentuation in the Rigveda | 1992 |
| 12   | Claus Wilcke                                                      | The Sumerian Poem Enmerkar and En-Suhkes-Ana Epic, Play, Or? Stage Craft at the Turn from the Third to the Second Millennium B.C.                   | 2012 |
| 13   | Habib Borjian                                                     | Is There Continuity between Persian and Caspian? Linguistic Relationships in the South-Central Alborz                                               | 2013 |
| 14   | W. Randall Garr                                                   | Asher and shi-in in the Book of Ecclesiastes | 2017 |

### American Oriental Series Monographs
| Band  | Verfasser u. a.                                                                 | Buchtitel | Jahr           |
| ----- | ------------------------------------------------------------------------------- | --- | -------------- |
| 1     | Frank Ringgold Blake                                                            | A Grammar of the Tagálog Language. The Chief Native Idiom of the Philippine Islands | 1925           |
| 2–3   | Franklin Edgerton                                                               | Panchatantra. English and Sanskrit The Panchatantra reconstructed-. An attempt to establish the lost original Sanskrit text of the most famous of Indian story-collections on the basis of the principal extant versions Digitalisat I, II | 1924.          |
| 4     | Murray B. Emeneau (Übers.)                                                      | Jambhaladatta’s Version of the Vetâlapañcavinsati | 1934           |
| 5     | William Foxwell Albright                                                        | The Vocalization of the Egyptian Syllabic Orthography | 1934           |
| 6     | Nicht erschienen                                                                | |                |
| 7     | Nicht erschienen                                                                | |                |
| 8     | Zellig S. Harris                                                                | A Grammar of the Phoenician Language | 1936           |
| 9     | LeRoy C. Barret                                                                 | The Kashmirian Atharva Veda, Books 16 and 17 | 1936/40.       |
| 10    | Dorothy Cross                                                                   | Movable Property in the Nuzi Documents | 1937           |
| 11    | John Shryock                                                                    | The Study of Human Abilities. The Jen wu chih of Liu Shao | 1938           |
| 12    | Horace I. Poleman                                                               | A Census of Indic Manuscripts in the United States and Canada | 1938           |
| 13    | Clarence H. Hamilton (Übers.)                                                   | Wei Shih Er Shih Lun. The Treatise in Twenty Stanzas on Representation-only by Vasubandhu | 1938           |
| 14    | Albrecht Goetze                                                                 | The Hittite Ritual of Tunnawi | 1938           |
| 15    | Millar Burrows                                                                  | The Basis of Israelite Marriage | 1938           |
| 16    | Zellig S. Harris                                                                | Development of the Canaanite Dialects | 1939           |
| 17    | Derk Bodde (Übers.)                                                             | Statesman, Patriot, and General in Ancient China. Three Shih Chi biographies of the Ch’in Dynasty (255–206 B.C.) | 1940           |
| 18    | LeRoy C. Barret                                                                 | The Kashmirian Atharva Veda, Books 19 and 20 | 1940           |
| 19    | Walter C. Klein (Übers.)                                                        | Al-Ibânah ‘an Usûl ad-Diyânah (The Elucidation of Islam’s Foundation) | 1940           |
| 20    | Nicht erschienen                                                                | |                |
| 21    | Nicht erschienen                                                                | |                |
| 22    | Ananda Kentish Coomaraswamy                                                     | Spiritual Authority and Temporal Power in the Indian Theory of Government | 1942           |
| 23    | Heinrich Wieschoff                                                              | Anthropological Biography of Negro Africa | 1948           |
| 24    | James B. Pritchard                                                              | Palestinian Figurines in Relation to Certain Goddesses Known through Literature | 1943           |
| 25    | Francis R. Steele                                                               | Nuzi Real Estate Transactions | 1943           |
| 26    | Franz Rosenthal                                                                 | Ahmad b. at-Tayyib as-Sarahsî | 1943           |
| 27    | Sui-Chi Huang                                                                   | Lu Hsiang-shan. A Twelfth Century Chinese Idealist Philosopher | 1944           |
| 28    | Wolf Leslau                                                                     | Gafat Documents. Records of a South-Ethiopic Language. Grammar, Text, and Commentary | 1945           |
| 29    | Otto Neugebauer und Abraham Sachs                                               | Mathematical Cuneiform Texts | 1945           |
| 30    | William Dwight Whitney                                                          | Roots, Verb Forms and Primary Derivatives of the Sanskrit Language | 1945           |
| 31    | Sidney Glazer (Hrsg.)                                                           | Manhaj as-Sâlik. Abû Hayyân’s Commentary on the Alfiyya of Ibn Mâlik | 1947           |
| 32    | Adolf Leo Oppenheim                                                             | Catalogue of the Cuneiform Tablets of the Wilberforce Eames Babylonian Collection in the New York Public Library | 1948           |
| 33    | Roland G. Kent                                                                  | Old Persian Grammar, Texts, Lexicon | 1953           |
| 34    | Ballâla of Benares und Louis H. Gray                                            | The Narrative of Bhoja (Bhojaprabandha) | 1950           |
| 35    | Elma Martin (Übers.)                                                            | Abû Ja‘far Muhammad b. Jarîr al-Tabarî’s The Reign of Al-Mu‘tasim (833–842) | 1951           |
| 36    | Frank M. Cross und David Noel Freedman                                          | Early Hebrew Orthography. A Study of the Epigraphic Evidence | 1953           |
| 37    | Kemal Balkan                                                                    | Kassitenstudien, Band 1: Die Sprache der Kassiten | 1954           |
| 38    | Robert C. Dentan (Hrsg.)                                                        | The Idea of History in the Ancient Near East | 1955           |
| 39    | Moshe Greenberg                                                                 | The Hab/piru | 1955           |
| 40    | Edward H. Schafer, Isidore Dyen, Helen E. Fernald and Harold W. Glidden (Hrsg.) | Index to JAOS, vols. 21 to 60 | 1955           |
| 41    | Dorothea Bleek                                                                  | A Bushman Dictionary | 1956           |
| 42    | John Charles Street                                                             | The Language of the Secret History of the Mongols | 1957           |
| 43    | William W. Hallo                                                                | Early Mesopotamian Royal Titles. A Philological and Historical Analysis | 1957           |
| 44    | Ludwik Sternbach                                                                | The Hitopadesa and its Sources | 1960           |
| 45    | Chauncey J. Blair                                                               | Heat in the Rig Veda and Atharva Veda | 1961           |
| 46    | W. Norman Brown                                                                 | The Vasanta Vilâsa | 1962           |
| 47    | Ernest Bender (Hrsg.)                                                           | Indological Studies in Honor of W. Norman Brown | 1962           |
| 48    | Benjamin E. Wallacker                                                           | The Huai-nan-tzu, Book Eleven: Behavior, Culture and the Cosmos | 1962           |
| 49    | Edwin M. Yamauchi                                                               | Mandaic Incantation Texts | 1967           |
| 50    | Willard Burbon Oxtoby                                                           | Some Inscriptions of the Safaitic Bedouin | 1968           |
| 51    | Rosane Rocher                                                                   | Alexander Hamilton (1762–1824). A Chapter in the Early History of Sanskrit Philology | 1968           |
| 52    | Alan M. Stevens                                                                 | Madurese Phonology and Morphology | 1968           |
| 53    | William W. Hallo                                                                | Essays in Memory of E. A. Speiser | 1968           |
| 54    | Theodore Riccardi, Jr. (Übers.)                                                 | A Nepali Version of the Vetâlapañcavimsati | 1971           |
| 55    | Harry Angier Hoffner, Jr.                                                       | Alimenta Hethaeorum. Food Production in Hittite Asia Minor | 1974           |
| 56    | Christopher S. George (Übers.)                                                  | Candramahârosana Tantra | 1974           |
| 57    | Noriko Mayeda und W. Norman Brown                                               | Tawi Tales. Folktales from Jammu | 1974           |
| 58    | Roy Andrew Miller                                                               | „The Footprints of the Buddha“. An Eighth-Century Old Japanese Poetic Sequence | 1975           |
| 59    | Richard Steiner                                                                 | The Case for Fricative Laterals in Proto-Semitic | 1975           |
| 60    | Dimitri Gutas                                                                   | Greek Wisdom Literature in Arabic Translation. A Study of the Graeco-Arabic Gnomologia | 2016 (EA 1975) |
| 61    | Sheldon I. Pollock                                                              | Aspects of Versification in Sanskrit Lyric Poetry | 1977           |
| 62    | David J. Halperin                                                               | The Merkabah in Rabbinic Literature | 1980           |
| 63    | Joel Peter Brereton                                                             | The Rigvedic Adityas | 1981           |
| 64    | Georg Krotkoff                                                                  | A Neo-Aramaic Dialect of Kurdistan. Texts, Grammar, and Vocabulary | 1982           |
| 65    | Jack M. Sasson (Hrsg.)                                                          | Studies in Literature from the Ancient Near East Dedicated to Samuel Noah Kramer | 1984           |
| 66    | Jacob Lassner                                                                   | Islamic Revolution and Historical Memory. An Inquiry into the Art of ‘Abbasid Apologetics | 1986           |
| 67    | Francesca Rochberg-Halton                                                       | Language, Literature, and History. Philological and Historical Studies Presented to Erica Reiner | 1987           |
| 68    | Marvin A. Powell (Hrsg.)                                                        | Labor in the Ancient Near East | 1986           |
| 69    | Robert D. Hoberman                                                              | The Syntax and Semantics of Verb Morphology in Modern Aramaic | 1989           |
| 70    | Everett K. Rowson                                                               | A Muslim Philosopher on the Soul and Its Fate: Al-‘Amiri’s Kitab al-Amad ‘ala l-abad | 1988           |
| 71    | Douglas Quentin Adams                                                           | Tocharian Historical Phonology and Morphology | 1988           |
| 72    | Gary A. Rendsburg                                                               | Diglossia in Ancient Hebrew | 1990           |
| 73    | Ernest Bender (Übers.)                                                          | The Salibhadra-Dhanna-Carita (The Tale of the Quest for Ultimate Release by Salibhadra and Dhanna). A Work in Old Gujarati | 1992           |
| 74    | Douglas R. Frayne                                                               | The Early Dynastic List of Geographical Names | 1992           |
| 75    | Karen R. Nemet-Nejat                                                            | Cuneiform Mathematical Texts as a Reflection of Everyday Life in Mesopotamia | 1993           |
| 76    | Madeline K. Spring                                                              | Animal Allegories in T’ang China | 1993           |
| 77    | Jonathan Pease                                                                  | Wang An-Kuo’s Jade Rewards and Millet Dream | 1994           |
| 78    | William G. Boltz                                                                | The Origin and Early Development of the Chinese Writing System | 1994           |
| 79    | Margaret Mary Larkin                                                            | The Theology of Meaning. ‘Abd al-Qahir al-Jurjani’s Theory of Discourse | 1995           |
| 80    | Don Ringe                                                                       | On the Chronology of Sound Changes on Tocharian | 1996           |
| 81    | Michael Bonner                                                                  | Aristocratic Violence and Holy War | 1996           |
| 82–83 | Alexander Lubotsky                                                              | Rgvedic Word Concordance, Pt. 1 and Pt. 2 | 1997           |
| 84    | Gong Kechang                                                                    | Studies on the Han Fu | 1997           |
| 85    | Martin Kern                                                                     | The Stele Inscriptions of Ch’in Shih-Huang. Text and Ritual in Early Chinese Imperial Representation | 2000           |
| 86    | David Honey                                                                     | Incense at the Alter. Pioneering Sinologists and the Development of Classical Chinese Philology | 2001           |
| 87    | Edwin Gerow                                                                     | The Vrttivarttika or Commentary on the Functions of Words of Appaya Diksita | 2001           |
| 88    | Barbara Nevling Porter (Hrsg.)                                                  | Ritual and Politics in Ancient Mesopotamia | 2005           |
| 89    | Scott B. Noegel                                                                 | Nocturnal Ciphers. The Allusive Language of Dreams | 2007           |
| 90    | Theodore N. Proferes                                                            | Vedic Ideals of Sovereignty and the Poetics of Power | 2007           |
| 91    | Seth Richardson (Hrsg.)                                                         | Rebellions and Peripheries in the Cuneiform World | 2010           |
| 92    | Mark Laurent Asselin                                                            | A Significant Season. Cai Yong (ca. 133–192) and His Contemporaries | 2010           |
| 93    | David R. Vishanoff                                                              | The Formation of Islamic Hermeneutics: How Sunni Legal Theorists Imagined a Revealed Law | 2011           |
| 94    | Michael Nylan                                                                   | Yang Xiong and the Pleasures of Reading and Classical Learning in China | 2011           |
| 95    | James W. Gair und W. S. Karunatillake                                           | The Sidat Sangara. Text, Translation, and Commentary | 2013           |
| 96    | Sean W. Anthony                                                                 | Crucifixion and Death as Spectacle. Umayyad Crucifixion in Its Late Antique Context | 2014           |
| 97    | James W. Benson (Hrsg.)                                                         | Viṣamapadavyākhyā. Commentary on Bhaṭṭoji Dīkṣita’s Śabdakaustubha attributed to Nāgeśabhaṭṭa | 2015           |
| 98    | Kioumars Ghereghlou (Hrsg.)                                                     | Qāsim Beg Hayātī Tabrīzī. A chronicle of the early Safavids and the reign of Shah Ismā'īl (907–930/1501–1524) | 2018           |

### American Oriental Society Translations
| Band | Verfasser u. a.   | Buchtitel                                                                   | Jahr |
| ---- | ----------------- | --------------------------------------------------------------------------- | ---- |
| 1    | Jerrold S. Cooper | Sumerian and Akkadian Royal Inscriptions, Band I: Pre-Sargonic Inscriptions | 1986 |
| 2    | Edwin Gerow       | The Jewel-Necklace of Argument (The Vadaratnavali of Visnudasacarya)        | 1990 |
| 3    | Jorunn J. Buckley | The Scroll of Exalted Kingship. Diwan Malkuta‘Laita                         | 1993 |

### Journal of the American Oriental Society
- Band 1 (1843/49), ISSN 0003-0279